# Birgit Minichmayr
Birgit Minichmayr (Linz, 3 de abril de 1977) é uma atriz austríaca. Ela estudou teatro na Max-Reinhardt-Seminário em Viena.

## Carreira
Birgit estreou com o Burgtheater de Viena, onde apareceu em inúmeras peças de teatro, incluindo o "Der Reigen", por A. Schnitzler (Diretor: Bechtolf SE), "Troilus e Cressida", de William Shakespeare (Diretor: D. Donellan) e "Der Farber und sein Zwillingsbruder" por J. Nestroy (Diretor: KHHackl). Ela fez a sua estréia no cinema em 1999 como Barbara Brecht, em Jan Schütte's "Abschied", atuando ao lado de Sepp Bierbichler e Monika Bleibtreu. 
Birgit recebeu o Prêmio de "Melhor Jovem Talento", em 2000. Em 2006, ela interpretou Mizzi Kasper, uma das amantes de Rudolf Crownprince no filme Kronprinz Rudolf.
Ela vive em Berlim e Viena.